# Airbag
En airbag er en oppustelig membran af nylon, der ved kollision hurtigt fyldes med luft eller en anden gasart og derved beskytter fører og passagerer. I moderne biler fyldes airbaggen med dinitrogen via en spaltning af natriumazid til natrium og frit dinitrogen. Reaktionen forløber eksplosivt på under 1/30 sekund.
Blev introduceret i amerikanske biler i 1974, og er i dag standard på alle nye biler i Danmark. Er bilen forsynet med 4 airbags udløser det ved beregning af registreringsafgiften et fradrag i den afgiftspligtige værdi på 5120 kr. (2006 tal).

## Udløsning
En airbag udløses, når bilen taber acceleration tilpas hurtigt, og ikke ved stød i karosseriet, som mange tror. I praksis vil airbaggen blive udløst ved en deceleration, der svarer til at ramme en murstensmur med 16-24 km/t. Dette sikrer, at man i tilfælde af at have ramt en mindre forhindring, som et dyr, sikkert kan styre bilen videre. Ved udløsning af en airbag lyder der et brag på op til 170 dB, som følge af eksplosionen, og der frigives et hvidt pulver til at smøre nylonmembranen. Dette betyder at passagerer i en bil hvor airbaggen bliver udløst, som regel mister syn og hørelse midlertidigt.

## Virkemåde
| Antal millisekunder | |
| ------------------- | --- |
| 25                  | En sensor har målt decelerationen af bilen. Er den stor nok har systemets styrecomputer vurderet, at der er behov for at udløse airbaggen.    |
| 30                  | En gaspatron antænder drivmidlet i airbaggen. Luft under tryk strømmer ind i airbaggen, som folder sig ud.                                    |
| 54                  | Airbaggen er nu fuldt oppustet, klar til at tage imod personen.                                                                               |
| 84                  | Ansigtet og overkroppen presses imod den oppustede airbag. Nogle udstrømningshuller på bagsiden af airbaggen afbøder nærkontakten yderligere. |
| 150                 | Airbaggen har nu gjort sin gavn og tømmes for luft gennem huller på bagsiden. Personen har nu igen nødvendig bevægelsesfrihed og frit udsyn.  |

## Airbag-kontrollampe
En airbag-kontrollampe fortæller om der er fejl på en bils airbags. Når bilens tænding aktiveres starter airbag-styreenheden en testcyklus, der tager op til 10 sekunder. I denne periode er airbag-kontrollampen tændt. Hvis testbetingelserne er opfyldt slukker airbag-kontrollampen igen. En airbag aktiveres ved, at airbag-styreenheden sender en kraftig strøm gennem en tynd tråd, der er placeret i den pyrotekniske del. Den elektriske modstand i en airbag er meget lille, typisk mellem 1,0 og 2,5 ohm. Hertil kommer den elektriske modstand i de ledninger og stik der går fra styreenheden og frem til airbaggen. På en Ford F-serie er modstanden i den airbag der er placeret i rattet 1,0 ohm. Hertil kommer modstanden i ledninger og stik. Den samlede modstand er mellem 1,5 ohm og 2,0 ohm. I testfasen måler airbag-styreenheden om modstanden er over eller under 4,0 ohm. Hvis den er under 4,0 ohm slukkes airbag kontrollampen når testfasen er ovre. Hvis den er 4,0 ohm eller derover forbliver kontrollampen tændt og indikerer dermed, at der er fejl på systemet. En høj modstand kan fx være tegn på en dårlig forbindelse i et stik. Nogle airbag-styreenheder giver fejlindikation både hvis modstanden er for lav eller for høj. En lav modstand kan være tegn på kortslutning i systemet.

## Ulemper/fordele
En airbag udløses med op til 320 km/t, og kan derfor være farlig. Siden fremkomsten er der registreret omkring 80 dødsfald (på verdensplan) som følger af skader påført af ratairbaggen. Der har kun været et registreret dødsfald som følger af passagerairbaggen. De fleste dødsfald skyldes manglende brug af sele, men lave personer, eller personer med tendens til at sidde tæt på rattet, har dog større risiko for at pådrage sig skader.
Når det er sagt, er det dog vigtigt at vide, at airbags i biler redder mange liv. Det er estimeret at 3000 menneskeliv verden over reddes af airbags hvert år. Det er i den sammenhæng vigtigt at bruge airbaggen rigtig: Det er anbefalet at man sidder mindst 25,4 cm fra airbaggen og bruger den i forbindelse med sikkerhedssele.